# اچکی-باشی (شهرستان نارین)
اچکی-باشی (به لاتین: Echki-Bashy) یک منطقهٔ مسکونی در قرقیزستان است که در شهرستان نارین واقع شده‌است. اچکی-باشی ۱٬۴۶۸ نفر جمعیت دارد.